# SONACA
Die Sonaca Group ist ein belgisches Luft- und Raumfahrtunternehmen mit Niederlassungen in den Vereinigten Staaten, Kanada, Mexiko, Brasilien, China, Rumänien und Sri Lanka. Die Gruppe beschäftigt knapp 4700 Mitarbeiter und erwirtschaftete 2019 einen Umsatz von rund 780 Millionen Euro. Sie ist zu 92,6 % im Besitz der Société Régionale d'Investissement de Wallonie und zu 7,4 % im Besitz der Société Fédérale de Participations et d'Investissement. In der Hauptsache entwickelt und baut das Unternehmen bewegliche Teile von Flugzeugtragflächen (Vorflügel und Klappen) sowie komplexe Strukturteile für zivile und militärische Luftfahrzeuge. Des Weiteren entwickelt es Zulieferteile für die Raumfahrt.

## Geschichte

### Société Générale d'Entreprises Aéronautiques
Sonaca ist der Nachfolger des belgischen Unternehmens Avions Fairey und dessen Vorgänger, der Société Générale d'Entreprises Aéronautiques (SEGA). Die SEGA wurde am 25. Juni 1920 von Fernand Loescher, Victor Dupuis, Alphonse und Désiré Jaumin, André Gobbe, Marius Loiselet und Arille Carlier gegründet. Das erste Betätigungsfeld des Unternehmens war eine Flugschule, die von dem Kampfpiloten Fernand Jacquet betrieben wurde. Jacquet, Fliegerass im Ersten Weltkrieg und Leitfigur in der militärischen Luftfahrt, schied im Januar 1921 aus dem Militärdienst aus. Im Juli 1921 erwarb er einen Auftrag zur Schulung von Militärpiloten. Im Folgenden war dies für einen Zeitraum von fast zehn Jahren das Hauptgeschäft der SEGA. Das Unternehmen erwarb Stück für Stück das Kerngelände des heutigen Flughafens Brüssel-Charleroi. In den 1920er Jahren baute SEGA fünf Avia BH-21 in Lizenz und führte Reparaturen aus.

### Avions Fairey
Als Belgien im Jahr 1931 43 Einheiten der Fairey Firefly IIM kaufte, wurde vertraglich festgelegt, dass mindestens 33 davon in Belgien gebaut werden mussten. Da das belgische Unternehmen SABCA den Bau ablehnte, gründete Fairey Aviation die Société Belge des Avions Fairey als belgische Niederlassung unter der Leitung von Ernest-Oscar Tips und akquirierte dafür den Flugplatz, die Einrichtungen und die Facharbeiter der SEGA. Während der ersten acht Jahre seines Bestehens fertigte das Unternehmen 250 Flugzeuge. Danach baute Avions Fairey die Avions Fairey Fox, einen leichten Bomber, der auf der Firefly basierte. Unter dem Einfluss von Ernest O. Tips wurden eine Reihe von Leichtflugzeugen bei Avions Fairey gebaut. Dazu gehörte auch eine verbesserte Version der Firefly mit der Bezeichnung Phantom. Der Doppeldecker war für sein elegantes Design bekannt, war jedoch bei seiner Entwicklung technisch schon veraltet und kein kommerzieller Erfolg.
Um die Luftstreitkräfte für den drohenden Zweiten Weltkrieg zu bewaffnen, wurden zusätzlich zu im Vereinigten Königreich bestellten Hawker Hurricane Mk I achtzig Flugzeuge bestellt, die in Belgien gebaut werden sollten. Es konnten jedoch nur zwei dieser Maschinen ausgeliefert werden, bevor der Zweite Weltkrieg begann. Im Morgengrauen des 10. Mai 1940 wurde die Fabrik durch eine deutsche Bombardierung schwer beschädigt. Das brachte die Produktion bei SEGA zum Erliegen, bis 1946 wieder die Wartung von Flugzeugen der belgischen Luftstreitkräfte und der zivilen Verwaltung aufgenommen wurde.

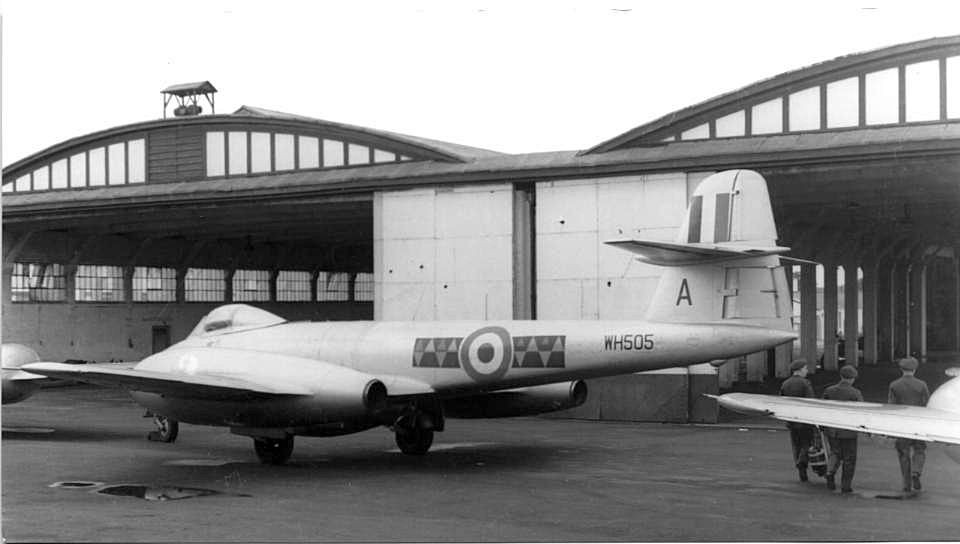
Meteor F8 der 611. Squadron, RAF Hooton Park, 1952

Ab 1950 baute das Unternehmen die Meteor F8 für die belgischen und niederländischen Luftstreitkräfte. Von 1953 bis 1958 wurden Rümpfe für die Hawker Hunter, die ebenfalls für die belgischen und die niederländischen Luftstreitkräfte bestimmt waren. Im Jahr 1957 wurde auch die Tipsy Nipper, ein kostengünstiger, einsitziger und einmotoriger Mitteldecker, der von einem umgebauten Volkswagenmotor mit einer Nennleistung von 30 PS (22 kW) angetrieben wurde, gebaut. Von 1957 bis 1963 kümmerte sich SEGA um die Wartung der F-84F der belgischen Luftstreitkräfte.
Als sechs Europäische Staaten entschieden, die Lockheed F-104G zu kaufen, schlossen sich Avions Fairey und SABCA zusammen, um die Maschinen zu bauen. Die belgischen F-104G wurde zwischen Januar 1962 und Juni 1965 produziert. Zwischen 1964 und 1971 wartete Avions Fairey auch die Starfighter der Luftwaffe.
Ab Mai 1960 beendete die britische Muttergesellschaft Fairey aufgrund von Forderungen der britischen Regierung, die britische Luftfahrtindustrie zu rationalisieren, die Aktivitäten in diesem Bereich vollständig und verkaufte das Geschäft an Westland Aircraft. 1968 wurde SEGA in die Fairey S.A. eingegliedert. Im Jahr 1972 kaufte die britische Fairey Aviation den britischen Flugzeughersteller Britten-Norman, der zu dieser Zeit bankrott war, aufgrund der vielversprechenden BN-2 Islander. Hintergrund war die Idee, Verkaufs- und Produktionszahlen der Fabrik in Gosselies zu steigern, was aber an einem fehlenden Konzept scheiterte. Zunächst wurde die Islander in Rumänien vormontiert und in Gosselies fertiggestellt, später dann wie auch die Trislander vollständig in Gosselies gebaut. Zwölf Islander wurden an die belgischen Luftstreitkräfte verkauft.

### Sonaca

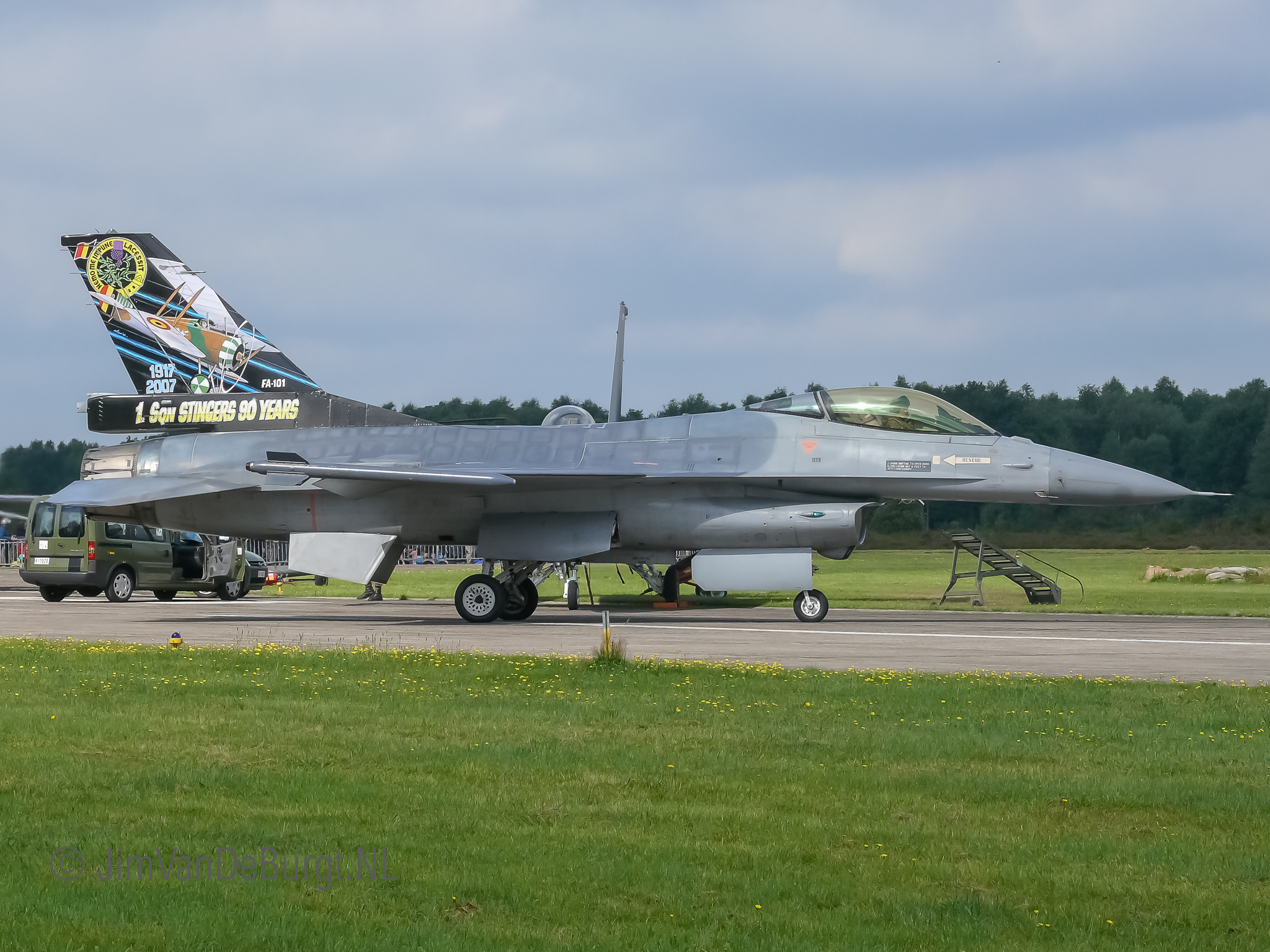
F-16 der belgischen Luftstreitkräfte

Nachdem die britische Fairey in finanzielle Schwierigkeiten geraten war, die auch die belgische Niederlassung beeinflussten, wurde sie am 11. Oktober 1977 aufgelöst. Da Belgien bereits beschlossen hatte, die F-16 Falcon als Kampfflugzeug einzusetzen und schon in eine multinationale Partnerschaft mit den Niederlanden, Dänemark und Norwegen für den Bau der F-16 in Europa eingebunden war, entschied die belgische Regierung, das Unternehmen zu kaufen, um die Erfüllung der entsprechenden Verträge zu sichern. Daraufhin wurde Avions Fairey zum 1. Juni 1978 in Société Nationale de Construction Aérospatiale (Sonaca) umbenannt und übernahm die Produktion des Rumpfs und die Endmontage der F-16.

### Sonaca Group
Ab den 2000er Jahren expandierte Sonaca unter dem Namen Sonaca Group. Zunächst wurde eine Niederlassung in Brasilien in der Nähe von Embraer in São José dos Campos namens Sobraer gegründet. Dort werden hauptsächlich Rumpfteile gefertigt. Im Jahr 2004 wurden zwei weitere Fabriken für die Herstellung von Teilen für Kleinflugzeuge eröffnet. Alle brasilianischen Unternehmensteile wurde dann zu Sonaca Brasil vereinigt.
2007 erhielt die kanadische Niederlassung Unterstützung durch die Regierung von Quebec bei der Investition von 17 Millionen US-Dollar in den Ausbau der Tragflächenfertigung in Form eine Darlehens über 2 Millionen US-Dollar. Im Dezember 2017 erwarb das Unternehmen eine riesige CNC-Maschine zur schnellen Fertigung von großen Teilen.
Im Jahr 2010 gründete Sonaca die Niederlassung Sinelson in China, im Jahr 2016 Sonaca Transilvania in Rumänien.
Am 16. September 2015 gründete Sonaca das Tochterunternehmen Sonaca Aircraft, um ein neues, zweisitziges Freizeit- und Schulflugzeug zu entwickeln. Die Testflüge der Sonaca 200 begannen am 19. Juni 2017. Sie ist das erste, in Belgien entwickelte Flugzeug seit der Tipsy Nipper, die zwischen 195 und 1961 gebaut wurde. Im April 2018 präsentierte Sonaca Aircraft die Sonaca 200 auf der Aero Friedrichshafen. Ein Jahr später wurde der Sonaca 200 Trainer auf der gleichen Veranstaltung vorgestellt. Das Werk, in dem die Sonaca 200 gefertigt wird, liegt auf dem Flugplatz Namur-Suarlée in Namur.
Im Jahr 2017 übernahm Sonaca das Unternehmen LMI Aerospace mit 2856 Mitarbeitern für 405,5 Millionen Euro. LMI hat Niederlassungen in den Vereinigten Staaten, Mexiko und Sri Lanka. Obwohl voll integriert, wird LMI Aerospace unter diesem Namen weitergeführt und behält seine Zentrale in Missouri.
Im Mai 2022 wurde die Production der Sonaca 200 mangels Verkäufen gestoppt.

## Produkte

### Militärische Luftfahrt

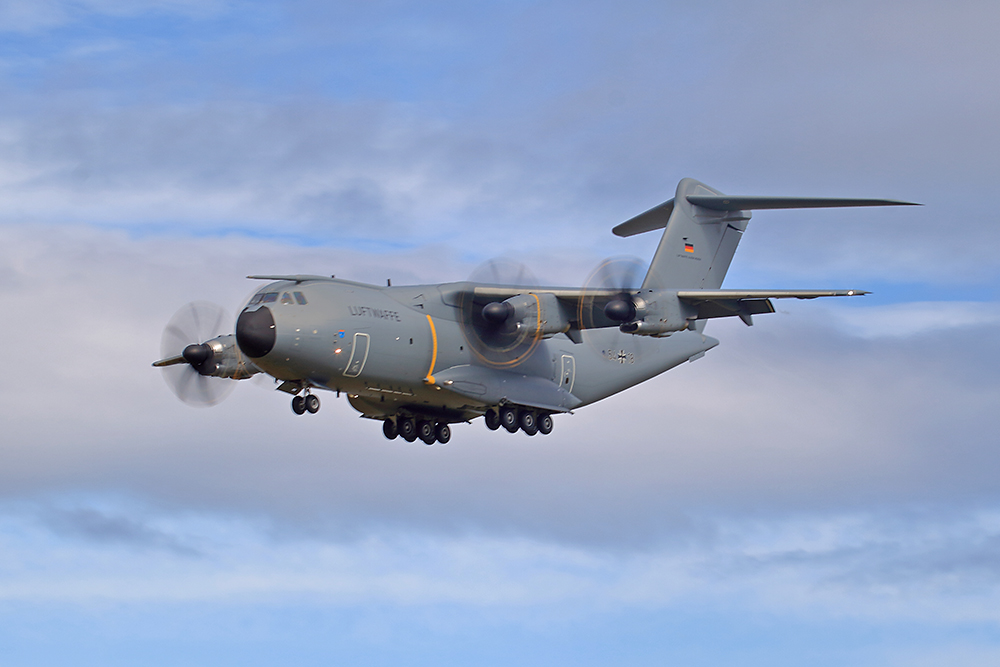
A400M

Zwischen 1979 und 1991 baute Sonaca 160 Einheiten der F-16 für Belgien und 60 Einheiten für Dänemark. Als Teil des F-16-Programms liefert Sonaca Teile für die neuste Version der F-16 an Lockheed Martin. Im Militärbereich ist Sonaca an folgenden Projekten beteiligt:
- A400M:[14]
  - Flügelvorderkanten inklusive des zugehörigen Enteisungssystems
  - Fahrwerksklappen
  - Befestigungen für die Triebwerke
- B-Hunter, belgische Version der Northrop Grumman RQ-5

### Zivile Luftfahrt
Auf dem zivilen Sektor ist Sonaca an folgenden Projekten beteiligt:
- Airbus
  - Vorflügel und deren Führungen für die Muster A310 bis A350
  - Obere Nasenverkleidung für den Airbus A380
- Embraer
  - Embraer-EMB-145-Familie und Embraer Legacy
    - Komplette Teile des mittleren und hinteren Rumpfes
    - Triebwerksaufhängungen
    - Flügelvorderkanten und zugehörige Enteisungssysteme

  - Embraer-E-Jet-Familie
    - Vorflügel inklusive zugehöriger Antriebe und Enteisungssystem
    - Hauptholme und Abdeckungen des mittleren Rumpfes
    - Landeklappen
- Dassault Falcon 7X und Falcon 8X
  - Flügelvorderkanten und Vorflügel

Des Weiteren kooperiert das Unternehmen in verschiedenen Projekten mit Boeing.

### Raumfahrt
Im Raumfahrtsektor liegt Sonacas Hauptaktivität in der Konstruktion von Flugkörperstrukturen sowohl aus Metall als auch aus Verbundwerkstoffen. Dazu gehören unter anderem auch Satellitenplattformen  und -instrumente. Das Unternehmen war und ist an zahlreichen Projekten in der Raumfahrt beteiligt, so zum Beispiel am europäischen Shuttle Hermes, am Atmospheric Reentry Demonstrator, am General Support Technology Programme, am Future European Space Transportation Investigations Programme, am Crew Return Vehicle, am Satelliten SPOT5, am Modul Columbus der ISS, an der Landeeinheit der Marssonde Mars Express Beagle 2, am Erdbeobachtungssatelliten ADM-Aeolus, am Weltraumteleskop COROT, an den Erdbeobachtungssatelliten Pléiades, am Projekt Musis, am Orion MPCV sowie an den Wettersatelliten MetOp-SG.